# Resonancia secular

Órbita del asteroide (6362) Tunis, potencialmente afectado por la resonancia secular de Saturno

Una resonancia secular es un tipo  de resonancia orbital de dos cuerpos con una precesión sincronizada. Las resonancias seculares suelen estudiarse para determinar la evolución orbital a largo plazo de los asteroides y de sus familias dentro del cinturón de asteroides.Un caso especialmente conocido es la resonancia secular denominada v6, que determina la interacción del movimiento orbital de Saturno sobre el cinturón de asteroides.

## Descripción
Las resonancias seculares ocurren cuando la precesión de dos órbitas está sincronizada (una precesión del perihelio, con frecuencia g, o del nodo ascendente, con frecuencia s, o de ambos). Un cuerpo pequeño (como los cuerpos menores del sistema solar) en resonancia secular con un objeto mucho más grande un (por ejemplo, un planeta)  tenderá a sincronizar su precesión con la del cuerpo más grande. Bastan períodos de tiempo relativamente cortos en términos astronómicos (del orden de un millón de años) para que una resonancia secular modifique la excentricidad e inclinación de la órbita de un cuerpo pequeño.
Se pueden distinguir dos casos:
- Resonancias seculares lineales entre un cuerpo pequeño (sin subíndice asignado) y otro único gran cuerpo que produce la perturbación (por ejemplo, un planeta, al que se le asigna un subíndice según se numera desde el Sol), como ν6 = g − g6, la resonancia secular entre los asteroides y Saturno;
- Resonancias seculares no lineales, resonancias de orden superior, normalmente combinación de resonancias lineales, como z1 = (g − g6) + (s − s6), o  ν6 + ν5 = 2g − g6 − g5.[1]

### Resonancia ν6
Un ejemplo destacable de una resonancia lineal es la resonancia secular v6 entre los asteroides y Saturno. Los asteroides que se aproximan a esta resonancia aumentan lentamente su excentricidad hasta que acaban cruzando la órbita de Marte, punto en el que normalmente son expulsados del cinturón de asteroides debido a un encuentro cercano con Marte. Esta resonancia conforma la frontera interior y los laterales del cinturón de asteroides en alrededor de 2 UA, y con inclinaciones de aproximadamente 20°.